# Guthiyadehalli, Tirthahalli
Guthiyadehalli là một làng thuộc tehsil Tirthahalli, huyện Shimoga, bang Karnataka, Ấn Độ.